# Hystricognathi
Los histricognatos (Hystricognathi, del griego ὕστριξ hystrix, "puercospín" y γνάθος gnáthos, “mandíbula” + -i) son un  infraorden de roedores histricomorfos. 

## Descripción
Los Hystricognathi se distinguen de los otros roedores por la  estructura ósea de sus cráneos. El masetero medial (un músculo mandibular ) pasa parcialmente a través del foramen infraorbital y conecta con el hueso contralateral.  Esto, junto a su falta de la lámina infraorbital y del tamaño relativo del foramen infraorbital, distingue a los Hystricognathi de otros grupos roedores.
Hay 18 familias dentro de Hystricognathi, divididos en dos parvordenes, Phiomorpha y Caviomorpha. Los caviomorfos son mayoritariamente nativos de América del Sur, con pocas especies en Norteamérica, mientras que los Fiomorfos están en el Viejo Mundo.

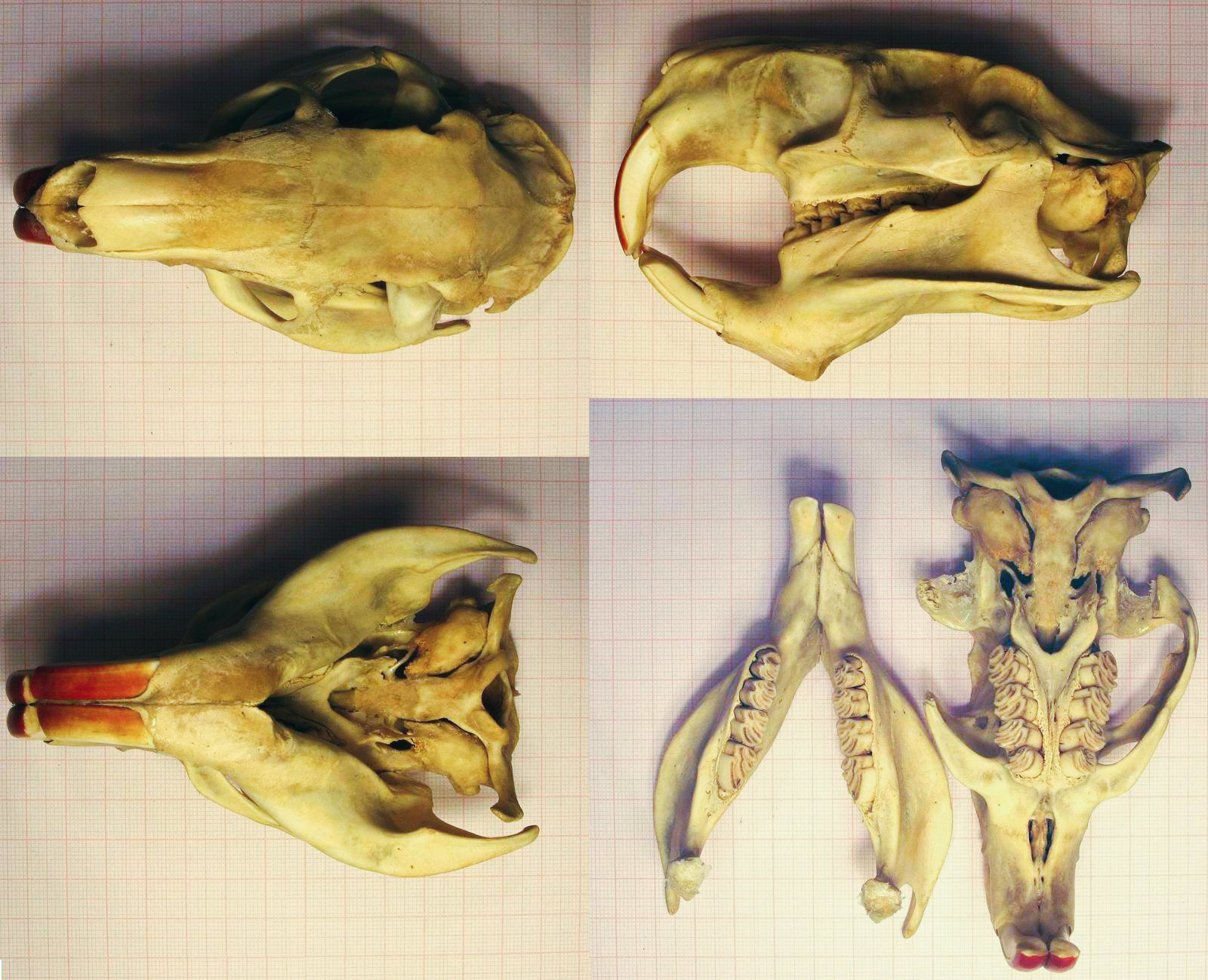
Cráneo de coipú (Myocastor coypus) demostrando la mandíbula inferior histricognatosa y un sistema zigomasetérico histricognatoso.

## Comportamiento
Se ha observado un comportamiento lúdico en 7 familias de Hystricognathi. Los Caviomorpha se cazan entre ellos, juegan abrazados y galopan.  Las especies de patas largas cazan más que las de patas cortas.  También rotan sus cuerpos y patas en forma de juego.

## Familias Phiomorpha
- Bathyergidae
- Hystricidae
- Petromuridae
- Thryonomyidae

## Familias Caviomorpha
- Abrocomidae (ratas chinchilla )
- Capromyidae (jutías)
- Caviidae (Cobayas y capibara)
- Chinchillidae (chinchillas, vizcachas y parientes fósiles)
- Ctenomyidae (tuco-tucos)
- Dasyproctidae (agutíes y acuchíes)
- Dinomyidae (pacarana y parientes fósiles)
- Echimyidae (ratas espinosa)
- Erethizontidae (puercoespínes del nuevo mundo)
- Myocastoridae (coipú)
- Octodontidae (13 especies que incluyen el degú)